# Myrath
Myrath (în arabă ميراث, însemnând „Moștenire”) este o trupă metal franco-tunisiană formată în Ez-Zahra, Tunisia, în anul 2006. Myrath a fost prima formație tunisiană care a semnat vreodată un contract cu o casă de discuri străină.

## Discografie

### Albume de studio
- 2005: Double Face (lansat doar în Tunisia) sub numele X-Tazy
- 2007: Hope (lansat de Brennus Music)
- 2010: Desert Call (lansat de XIII Bis Records în Europa și de Nightmare Records în restul lumii)
- 2011: Tales of the Sands (lansat de XIII Bis Records în Europa, de Nightmare Records în Statele Unite și de King Records în Asia)
- 2016: Legacy (lansat deEdel - EarMusic în Europa, VeryCords în Franța, Nightmare Records în Statele Unite, King Records în Asia și Groove Master în Orientul Mijlociu și nordul Africii)
- 2019: Shehili
- 2024: Karma

## Membri

### Membri actuali
- Malek Ben Arbia – chitarist (2001–prezent)
- Elyes Bouchoucha – claviaturist, acompaniament vocal (2003–prezent)
- Anis Jouini – basist (2006–prezent)
- Zaher Zorgati – solist vocal (2007–prezent)
- Morgan Berthet – baterist (2011–prezent)

### Foști membri
- Walid Issaoui – chitarist (2001–2003)
- Fahmi Chakroun – baterist (2001–2004)
- Saief Louhibi – baterist (2004–2011)
- Zaher Hamoudia – basist (2001–2004)
- Tarek Idouani – solist vocal (2001–2003)
- Piwee Desfray – baterist (2011-2012)